# Propachynolophus
Propachynolophus és un gènere de mamífer perissodàctil extint de la família dels paleotèrids. Se n'han trobat restes fòssils a Europa (incloent-hi Catalunya) i la Xina.